# David Gallienne
David Gallienne, né le 4 octobre 1988 au Mans (Sarthe), est un chef cuisinier français, une étoile Michelin pour son restaurant le Jardin des Plumes, à Giverny, où il a pris la suite du chef étoilé Éric Guérin.
Il est le vainqueur de la saison 11 de Top Chef, diffusée sur M6 en 2020.

## Parcours

### Jeunesse, formation et débuts
Fils d'experts comptables (sans aucun rapport familial avec l'acteur Guillaume Gallienne), David Gallienne grandit à Condé-sur-Sarthe et est un enfant curieux de tout et casse-cou. Son grand-père lui transmet les valeurs du terroir et fournit à sa famille des produits de l'agriculture, de la pêche et de la cueillette. Il est également initié à la cuisine par sa mère. A 12 ans, il décide d'être chef et après le collège, il débute à 14 ans une formation par alternance pour préparer un BEP hôtellerie-restauration au CFA d'Alençon (3IFA). Il enchaîne avec un brevet professionnel en cuisine. 
En février 2007, David Gallienne termine vice-champion de France aux Olympiades des métiers. En novembre 2007, à la suite du désistement de la championne de France, il représente la France aux Olympiades internationales qui ont lieu à Shizuoka au Japon et se classe 13e ou 14e sur 26, après une préparation avec des Compagnons du Tour de France et des Meilleurs ouvriers de France et chez Franck Quinton au Manoir du Lys (une étoile Michelin) à Bagnoles-de-l’Orne. 
En 2007, David Gallienne est embauché comme commis au Manoir du Lys. Il y travaille près de dix ans et monte les échelons et y est déjà second de cuisine en 2012. Toujours à la recherche de challenges, il dépose sa candidature en 2011 et 2012 pour l'émission Top Chef, sans succès. Au printemps 2017, David Gallienne devient chef exécutif au restaurant Origine, à Rouen.

### Le Jardin des plumes
David Gallienne rencontre en 2014 le chef Éric Guérin lors d'un voyage au Japon dédié à la gastronomie nippone. Ils envisagent alors une collaboration et restent en contact. 
En 2019, un de ses apprentis, Vikram Singh, est candidat de la saison 5 d'Objectif Top Chef, où il est va jusqu'en Finale de la semaine.
Le Jardin des plumes compte parmi ses clients Alain Souchon, Jean-Claude Narcy et a reçu Emmanuel et Brigitte Macron lors d'une visite officielle avec la femme du Premier ministre japonais qui visite la maison de Claude Monet.

### Participation àTop Chef
Début juin 2019, David Gallienne est contacté par la production de Top Chef qui recherche des candidats. Il passe les épreuves de casting et apprend qu'il est retenu pour la onzième saison le 14 juillet 2019. Il est le septième chef déjà étoilé avant le concours à participer à Top Chef après Cyrille Zen, Thibault Sombardier, Julien Machet, Nicolas Pourcheresse, Maximilen Dienst et Mathew Hegarty. Cependant, aucun de ses prédécesseurs n'est allé plus haut que la deuxième place du concours.
Le tournage du concours commence le 30 septembre 2019. David Gallienne est retenu dans la brigade d'Hélène Darroze qui le coache tout au long du concours. Après un début de concours en demi-teinte, David remporte plusieurs victoires en équipe avec Mallory Gabsi (épreuve des enfants, dessert sans sucre, boîte noire) et en individuel (plat signature de Stéphanie Le Quellec, pâtes gastronomiques, pithiviers). Après s'être qualifié de justesse en demi-finale, il parvient à se qualifier pour la finale où il l'emporte face à Adrien Cachot. Il estime que c'est son menu plus classique que celui de son concurrent qui lui a permis de l'emporter, un choix suscitant des critiques de la part d'une partie des spectateurs, qui avait fait d’Adrien son favori depuis plusieurs semaines,.
Lors de sa participation au concours Top Chef, David Gallienne évoque sa vie familiale : à 17 ans, David Gallienne épouse Marie, avec qui il a deux enfants. À 25 ans, il découvre son homosexualité. Le couple divorce mais continue de travailler ensemble au Manoir du Lys puis au Jardin des plumes, tandis que David Gallienne forme un nouveau couple avec Alexis. Ayant souffert d'homophobie, David Gallienne évoque sa vie privée dans le concours dans l'espoir que sa participation puisse « aider certaines personnes à s’assumer ».
Avant Top Chef, David Gallienne était déjà apparu dans des émissions de chaînes de France Télévisions : Midi en France, Télématin et Le Village préféré des Français.

### Projets après Top Chef
Peu de temps après la diffusion de la finale de Top Chef, David Gallienne lance sa propre chaîne YouTube, pour y proposer des recettes de cuisine.
David Gallienne est également musicien amateur.